# Cachoeiras de Macacu
Cachoeiras de Macacu è un comune del Brasile nello Stato di Rio de Janeiro, parte della mesoregione Metropolitana di Rio de Janeiro e della microregione di Macacu-Caceribu.